# Пирогова, Саша
Саша Пирогова (род. в 1986 году в Москве), современная российская художница, работает с видео и перформансом. Лауреат премии «Инновация» (2013) в номинации «Новая генерация» и премии Кандинского (2017) в номинации «Молодой художник. Проект года». В 2017 году Саша Пирогова была одним из трёх художников, показывавшихся в российском павильоне на 57-й Венецианской биеннале.

## Образование
- МГУ им. М.В. Ломоносова,физический факультет (2010);
- Московская школа фотографии и мультимедиа им А. Родченко (мастерская «Видео и новые медиа»,2014)

## Призы/гранты (избранное)
- 2017 Премия Кандинского, номинация «Молодой художник. Проект года» (победительница).
- 2017 Future Generation Art Prize (шорт-лист).
- 2016 Программа коллекционирования молодого российского искусства Present Continuous фонда V-A-C и музея M HKA (победительница).
- 2016 Стипендия музея «Гараж» для молодых художников.
- 2014 Премия «Инновация», номинация «Новая генерация» (победительница).

## Выставки (избранное)[2]
2019
- Сцена Ваша, Музей Современного Искусства Киасма, Хельсинки.

2018
Pervilion, ArtNight, Лондон.
2017
- Российский Павильон, 57-я Венецианская Биеннале;
- Future Generation Art Prize, Параллельная программа, 57-я Венецианская Биеннале;
- 4-я Уральская Биеннале Современного Искусства, Основной проект, Екатеринбург;
- Триеннале Российского Современного Искусства, Музей Современного Искусства «Гараж», Москва;
- Супердемократия, Сенат, Брюссель.

2016
- Фокусы, Центральный Манеж, Москва;

- Дом впечатлений. Прогулка с трубадуром, ГМИИ им. А. С. Пушкина, Москва Cabaret Kultura, Whitechapel Gallery, Лондон;

- Hero Mother, Kunstquartier Bethanien, Берлин.

2015
- Balagan!!! | Nordwind Festival, Kühlhaus am Gleisdreieck и Momentum, Берлин.

2014
- Burning News, Hayward Gallery, Лондон;

- Фотобиеннале, Московский Музей Современного Искусства, Москва.

## Критика
«Видеоработы Саши Пироговой находятся на стыке кино, видеоискусства, перфоманса и звука. Одна из основных ее тем — движение и его возможности. Пирогова моделирует непривычные ситуации в знакомом контексте, обнажая механизм привычки и автоматизм восприятия. На языке движения и видеомонтажа из привычных визуальных кодов художница составляет необычные комбинации, открытые для толкования» — Ольга Шишко.

## Интервью
1. http://www.theartnewspaper.ru/posts/4456/ Архивная копия от 28 декабря 2017 на Wayback Machine
2. http://www.arterritory.com/en/texts/interviews/6536-no_superfluous_movements/ Архивная копия от 29 апреля 2018 на Wayback Machine
3. http://www.colta.ru/articles/art/11140 Архивная копия от 15 февраля 2018 на Wayback Machine